# Lijst van tijdlijnen
Tijdlijnen zijn een belangrijk hulpmiddel bij het begrijpen van de geschiedenis. Deze pagina geeft een overzicht van de tijdlijnen die als zelfstandig artikel of belangrijk deel van een artikel bestaan.

## Kunst en cultuur
Architectuur
- Tijdlijn van de bouwkunst

Film
- Back to the Future-tijdlijnen
- Tijdlijn van Pirates of the Caribbean

## Landen en volken

### Afrika
Zuid-Afrika
- Tijdlijn van de geschiedenis van Zuid-Afrika

### Azië
Afghanistan
- Tijdlijn van Afghanistan

### Europa
- Geschiedenis van de Europese Unie
- Tijdlijn van het Romeinse Rijk (499 v.Chr.-300 v.Chr.)
- Tijdlijn van het Romeinse Rijk (753 v.Chr.-500 v.Chr.)

België
- Tijdlijn van de Belgische Revolutie

Lage Landen
- Tijdlijn van de geschiedenis der Lage Landen
- Tijdlijn van Willem van Oranje

Nederland
- Tijdlijn van de Nederlandse geschiedenis

Portugal
- Tijdlijn Eerste Portugese republiek
- Tijdlijn Ditadura Nacional

### Noord-Amerika
Verenigde Staten
- Tijdlijn van de geschiedenis van de Verenigde Staten

## Weer
Orkanen
- Kroniek van het Atlantisch orkaanseizoen 2006
- Kroniek van het Atlantisch orkaanseizoen 2007

## Mens en maatschappij
Onderwijs
- Geschiedenis van het onderwijs in Nederland

Economie
- Tijdlijn van de kredietcrisis
- Tijdlijn van de Europese staatsschuldencrisis (2010)
- Tijdlijn van de Europese staatsschuldencrisis (2011)
- Tijdlijn van de Europese staatsschuldencrisis (2012)
- Tijdlijn van de Europese staatsschuldencrisis (2013)
- Tijdlijn van de Europese staatsschuldencrisis (2014)

Bedrijven
- Tijdlijn Studio 100

Rechten
- Vrouwenkiesrecht

Religie
- Bijbelse tijdlijn
- Bijbelse chronologie
- Bahá'í-tijdlijn

Televisie
- Tijdlijnen van televisiekanalen

## Wetenschap en technologie
Filosofie
- Geschiedenis van de filosofie
- Geschiedenis van de westerse filosofie

Informatica
- Geschiedenis van het internet

Materiaaltechnologie
- Tijdbalk van de materiaaltechnologie

Psychologie
- Tijdlijn psychologie

Techniek
- Geschiedenis van de elektriciteit